# 2005-ös Tour of Qatar
A 2005-ös Tour of Qatar volt a 4. katari kerékpárverseny. Január 31. és február 4. között került megrendezésre. Végső győztes a dán Lars Michaelsen lett, megelőzve honfitársát, Matti Breschel-t és az olasz Fabrizio Guidi-t.

## Szakaszok
| Szakasz | Dátum      | Rajt                 | Cél     | km    | Szakaszgyőztes  | Összetettben vezető |
| ------- | ---------- | -------------------- | ------- | ----- | --------------- | ------------------- |
| 1.      | Január 31. | Al Kohr              | Doha    | 143   | Tom Boonen      | Tom Boonen          |
| 2.      | Február 1. | Camel Track Race     | Doha    | 167,5 | Tom Boonen      | Tom Boonen          |
| 3.      | Február 2. | Al Wakra             | Al Kohr | 194   | Lars Michaelsen | Lars Michaelsen     |
| 4.      | Február 3. | Al Zabarah           | Doha    | 169   | Mario Cipollini | Lars Michaelsen     |
| 5.      | Február 4. | Sealine Beach Resort | Doha    | 153   | Robbie McEwen   | Lars Michaelsen     |

## Végeredmény
|    | Versenyző            | Idő          |
| -- | -------------------- | ------------ |
| 1  | Lars Michaelsen      | 18 óra 30:06 |
| 2  | Matti Breschel       | +1:14        |
| 3  | Fabrizio Guidi       | +1:28        |
| 4  | Tom Boonen           | +5:17        |
| 5  | Maarten Tjallingii   | +5:43        |
| 6  | Thomas Bruun Eriksen | +8:50        |
| 7  | Giovanni Lombardi    |              |
| 8  | Magnus Bäckstedt     | +12:24       |
| 9  | Manuel Quinziato     | +12:30       |
| 10 | Marco Bos            | +32:06       |

## Külső hivatkozások
- Információk a versenyről